# جبل دزيبوبو
جبل ديزيبوب هو ثاني أعلى جبل في غانا بارتفاع 876 متر يوحد في نطاق أكوابيم-توجو يمينًا على الحدود مع توجو.
من هذا الجبل تستطيع أن تأخذ نظرة واسعة لبحيرة فولتا. منحدر الجبل مُغطى بغابات استوائية وبه تنوع واسع من النباتات والحيوانات.
الجبل يقع جنوب حديقة كيابابو الوطنية بقليل من الكيلومترات.